# 罗克福干酪
罗克福干酪 （法語：le Roquefort），又译洛克福干酪，是羊奶藍乾酪的一种，产于法国南部的苏尔宗河畔罗克福尔。罗克福干酪与和产于意大利的戈贡佐拉奶酪、英国的斯蒂爾頓芝士等并称世界三大蓝纹奶酪（The Big Three）。尽管其他地方也有类似的干酪出产，但是欧洲法律（欧洲原产地命名保护和法国原产地命名控制）规定只有在苏尔宗河畔罗克福尔村的岩洞中发酵成熟的蓝纹奶酪才能享有罗克福干酪的名字。
罗克福干酪外观呈白色，带有强烈的盐香味，手感湿软而易碎，通体布有均匀的蓝绿色纹路。它气味独特，入口先感醇厚，继而甘甜，再转为烟熏味，最后化为咸味留在口中。罗克福干酪不带外皮，外层咸味稍重。通常一块完整的罗克福干酪的重量在2.5到3千克之间，厚度在10厘米左右。制造一公斤的此种干酪需要约4.5公斤的羊奶。罗克福干酪富含蛋白质和矿物盐，特别是钙盐与钠盐。

## 历史
传说这种干酪最早是由一个青年无意中制造出来的。某天，他在吃午饭时见到远处有一位美丽的少女，便把他的羊奶凝乳和黑面包留在一个岩洞里跑去追她。数月之后，青年再次来到岩洞，发现他的奶酪已经被岩洞里的霉菌（罗克福尔青霉菌）变成罗克福干酪了。
实际上，在公元前79年，罗克福干酪或类似的羊奶蓝纹奶酪就已经出现在文学作品的记载中。古罗马作家老普林尼就曾经称赞过这种干酪的美味。1411年，查理六世的皇室宪章规定，苏宗尔河畔罗克福尔村的村民拥有制作罗克福尔干酪的专利权。
1925年，罗克福干酪成为法国第一批法国原产地保护商品之一，其生产方式和命名得到了明确定义。1979年的新法令规定真正的罗克福尔干酪必须使用未经加工的全脂羊奶。产奶的羊必须是被AOC认可的奶羊养殖厂使用传统方式喂养，吃草、使用谷粒和饲料的拉科讷（Lacaune）羊；而且养殖的羊圈必须位于洛泽尔省、阿韦龙省、塔恩省、奥德省、埃罗省和加尔省内。初步凝结羊乳时必须使用动物凝乳酵素，并加入罗克福尔青霉菌。干酪必须在苏尔宗河畔罗克福尔的孔巴卢山（Mont Combalou）的岩洞中经过至少90天的发酵成熟期。